# 南海艺术
南海艺术有限责任公司（简称南海艺术），是一家平面设计、2D透视图、3D建模和纹理制作公司，总部位于越南胡志明市新平郡。曾参与多部日本、中国动画的制作。